# Jeremiah Wright

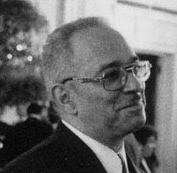
Jeremiah Wright in 1998

Jeremiah Alvesta Wright jr. (Philadelphia (Pennsylvania), 22 september 1941) is een Afro-Amerikaanse predikant. Tot maart 2008 was hij als dominee verbonden aan de Trinity United Church of Christ, een zwarte megakerk in Chicago. Het was de thuiskerk van president Barack Obama van de Democratische Partij. Deze werd tijdens zijn verkiezingscampagne in maart 2008 in grote verlegenheid gebracht door allerlei omstreden uitspraken die Wright tijdens zijn preken in de eerste decennium van de 21e eeuw had gedaan en nam daarop afstand van diens uitlatingen. Nadat hij in april en mei van datzelfde jaar opnieuw met dergelijke uitlatingen van Wright en een gastpredikant was geconfronteerd, stapte hij eind mei 2008 uit zijn kerk.

## Levensloop
Wright groeide op in zijn geboortestad Philadelphia. Zijn vader was ook predikant, bij de baptisten.
Rond 1960 studeerde hij een aantal jaren aan de Virginia Union University. Hij maakte zijn opleiding niet af maar voegde zich bij de United States Marine Corps (de Amerikaanse mariniers), stapte later over naar de Amerikaanse marine en werd er onder meer opgeleid als reanimatietechnicus.
Na zes jaar als militair te hebben gediend, ging hij Engelse taal en letterkunde studeren aan de Howard University in Washington D.C.. In 1968 behaalde hij zijn bachelor, in 1969 zijn master.
Wright behaalde ook een master aan de University of Chicago Divinity School en in 1990 een doctoraat in de theologie aan het United Theological Seminary in Dayton (Ohio). In de loop der jaren verwierf hij eveneens acht eredoctoraten.
Op 1 maart 1972 werd hij predikant in de Trinity United Church of Christ (TUCC), een hoofdzakelijk uit zwarte leden bestaande kerk in Zuid-Chicago. Toen hij daar begon telde deze kerk nog maar 87 leden, bij zijn emeritaat in maart 2008 ongeveer tienduizend.
Begin 1984 vergezelde hij zijn landgenoten ds. Jesse Jackson en moslimleider Louis Farrakhan op een succesvol verlopen missie naar Libië en Syrië om een boven Libanon neergeschoten Amerikaanse piloot vrij te krijgen.
Op godsdienstig gebied schreef Wright een viertal boeken en een veelvoud aan artikelen. Ook heeft hij aan diverse Amerikaanse seminaries en universiteiten lesgegeven.

## Predikant van Barack Obama en omstreden uitspraken
In de jaren tachtig werkte Barack Obama als maatschappelijk werker in Chicago en sloot hij zich bij de kerk van Wright aan. Obama gaf later te kennen dat Wright hem in zekere zin tot het christelijk geloof zou hebben bekeerd. Obama trouwde in diens kerk en liet er zijn beide kinderen dopen. Zijn boek The Audacity of Hope ontleende hij aan een preek van Wright.
In het eerste decennium van de 21e eeuw deed Wright diverse boude uitspraken. In een van zijn preken zei hij onder meer dat de Verenigde Staten de aanslagen van 11 september 2001 over zich zouden hebben afgeroepen doordat zij zich zelf aan terrorisme zouden hebben schuldig gemaakt. Ook betitelde hij de Amerikaanse samenleving als racistisch en haalde hij uit naar Obama's Democratische en blanke rivale Hillary Clinton, die niet zou weten hoe het is om als zwarte in de Amerikaanse maatschappij te moeten leven.
In eerste instantie trachtte Obama het optreden van Wright te bagatelliseren maar naarmate ze meer in de openbaarheid werden gebracht, zag hij zich genoodzaakt op 14 maart 2008 er krachtig afstand van te nemen. Obama zei onder andere dat hij Wright nooit dergelijke uitlatingen had horen doen tijdens de kerkdiensten die hij in de TUCC had bijgewoond. Toen Wright eind april 2008 opnieuw in kritische zin de publiciteit zocht door onder meer te verklaren dat de kwestie "een aanval op de zwarte kerk" zou zijn, liet Obama in scherpe bewoordingen weten dat er een eind aan de negatieve uitlatingen van Wright diende te komen. De maat was voor Obama vol toen hij in mei 2008 hoorde dat een gastpredikant zich in zijn preek racistisch had uitgelaten over zijn Democratische rivaal Hillary Clinton. Op een persconferentie op 31 mei 2008 maakte hij bekend dat hij zijn lidmaatschap had opgezegd. Obama is twintig jaar lid van deze kerk geweest.
Tot maart 2008 zat Wright in een soort club van zwarte geestelijken die de verkiezingscampagne van Obama steunen.